# Pestrý týden

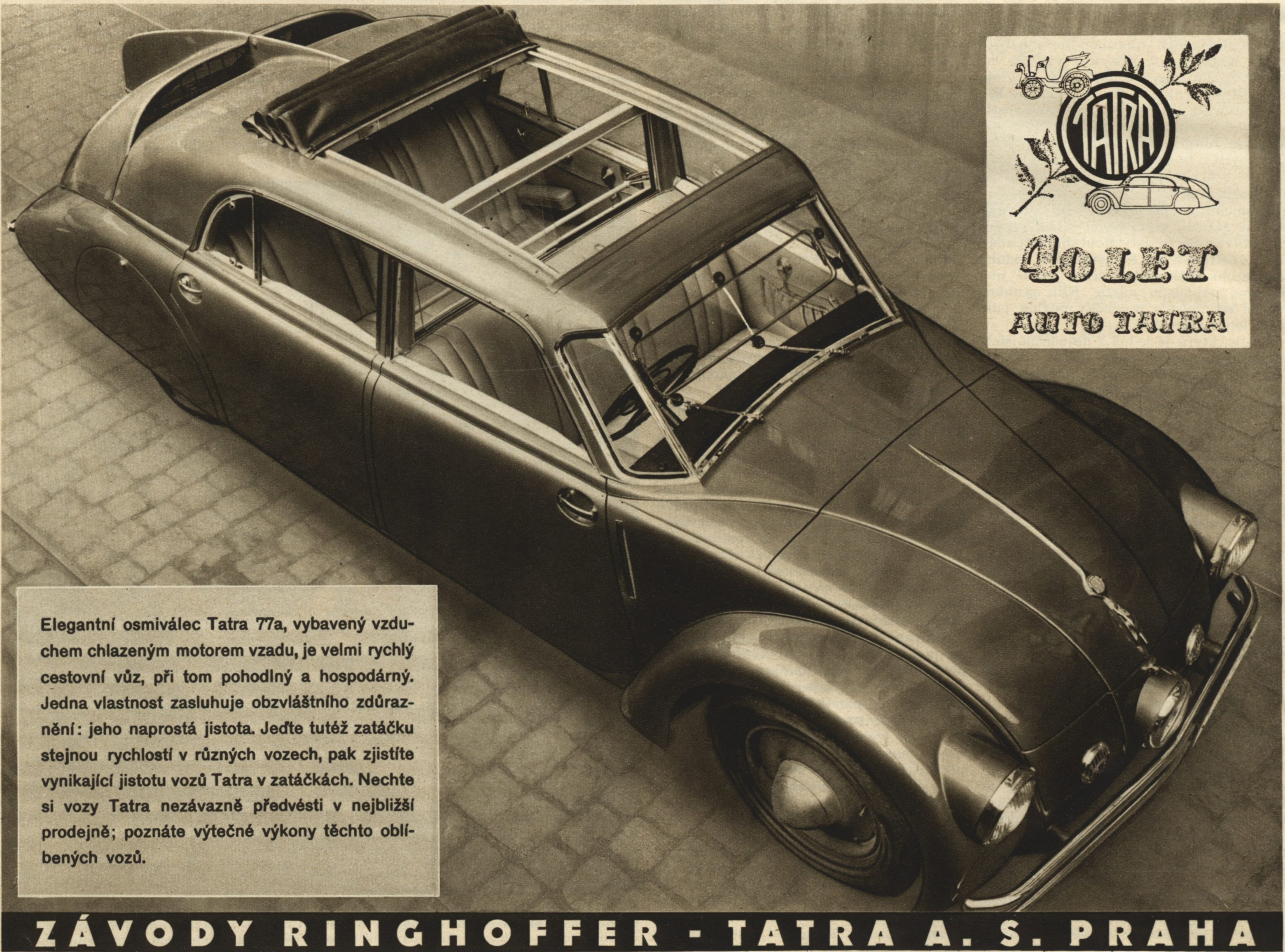
Reklama pro společnost Tatra, 1937

Pestrý týden patřil k ilustrovaným časopisům, které vycházely v období první a druhé československé republiky a během Protektorátu Čechy a Morava. Po celou dobu existence (2. listopadu 1926 až 28. dubna 1945) si udržoval vysoký standard psaného i obrazového zpravodajství. Díky němu se prosadili špičkoví fotoreportéři 30. let jako Karel Hájek, Václav Jírů nebo Ladislav Sitenský. Týdeník Pestrý týden vydávaly a tiskly Grafické závody Václav Neubert a synové, které měly sídlo na pražském Smíchově. V průběhu necelých dvaceti let existence Pestrého týdne vyšlo 963 běžných čísel.

## Počátky
Vznik časopisu Pestrý týden inicioval Karel Neubert, který ho řídil až do jeho zániku v roce 1945.
Redakční kruh v prvních letech tvořili: novinářka Milena Jesenská, grafik Vratislav Hugo Brunner, malíř, básník a zakládající člen Devětsilu Adolf Hoffmeister a vydavatel Karel Neubert. Tato skupina redaktorů usilovala o vytvoření intelektuálního magazínu. Koncem dvacátých let tuto redakci střídá skupina okolo Jaromíra Johna, která přinesla přeměnu Pestrého týdne z elitní revue na obrazový celorodinný týdeník pro střední vrstvy. Díky tomuto novému zaměření se Pestrý týden v krátké době stal periodikem tištěným ve statisícovém nákladu. Dokázal se natrvalo prosadit ve značné konkurenci prvorepublikových periodik (např. Pražský ilustrovaný zpravodaj, Letem světem, Světozor, Ahoj, Star, Světový zdroj zábavy, Eva, Hvězda československých paní a dívek či List paní a dívek).

## Vrcholné období
Vrcholným obdobím Pestrého týdne byly ročníky 1938–1939. Tehdy se Pestrý týden kvalitativně postavil na úroveň světových obrazových týdeníků své doby. Ve vypjaté atmosféře, kdy dějiny převracely svět naruby, otiskoval tento časopis snímky naprosté špičky reportážních fotografů z českých zemí, a to v míře v konkurenčních listech nevídané.

## Protektorát
Od roku 1940 se Pestrý týden stává oficiálním listem Radosti ze života – odnože jediného společensko-politického hnutí v protektorátu – Národního souručenství. Protektorátní období je pro časopis časem pozvolného kvalitativního úpadku. Postupně se Pestrý týden rozchází s pojmem zpravodajský list a až na výjimku z Německa dodávaných – ideologicky překroucených – aktualit píše o tématech časově neurčitých. Na druhou stranu díky svému vydavateli a šéfredaktorovi Karlu Neubertovi nepropagoval nacistickou ideologii více, než byl úřady nucen.

## Zánik
Pestrý týden přestal vycházet těsně před vypuknutím pražského povstání v roce 1945. Během necelého měsíce zformovali bývalí redaktoři Pestrého týdne nový zpravodajský týdeník, který nazvali Svět v obrazech.

## Významní fotografové, kteří spolupracovali s Pestrým týdnem
- Pavel Altschul
- Erich Auerbach
- Jaroslav Balzar
- Emil Ladislav Berka
- Karel Čapek
- Karel Drbohlav
- František Drtikol
- Josef Ehm
- Jaroslav Fabinger
- Emil Fafek
- Jaromír Funke
- Alexander Hackenschmied
- Karel Hájek
- Miroslav Hák
- Josef Hanka
- Tibor Honty
- Václav Chochola
- František Illek
- Jiří Jeníček
- Staša Jílovská
- Václav Jírů
- Přemysl Koblic
- Fred Kramer
- Jan Langhans
- Karel Ludwig
- Jan Lukas
- Jindřich Marco
- Alexandr Paul
- Karel Plicka
- Jan Posselt
- Jaroslav Rössler
- Ladislav Sitenský
- Jan Václav Staněk
- Oldřich Straka
- Willi Ströminger
- Josef Sudek
- Bohumil Šťastný
- Zdeněk Tmej
- Jindřich Vaněk
- Eugen Wiškovský

## Galerie
Fotografie a reklamy v časopisu Pestrý týden:

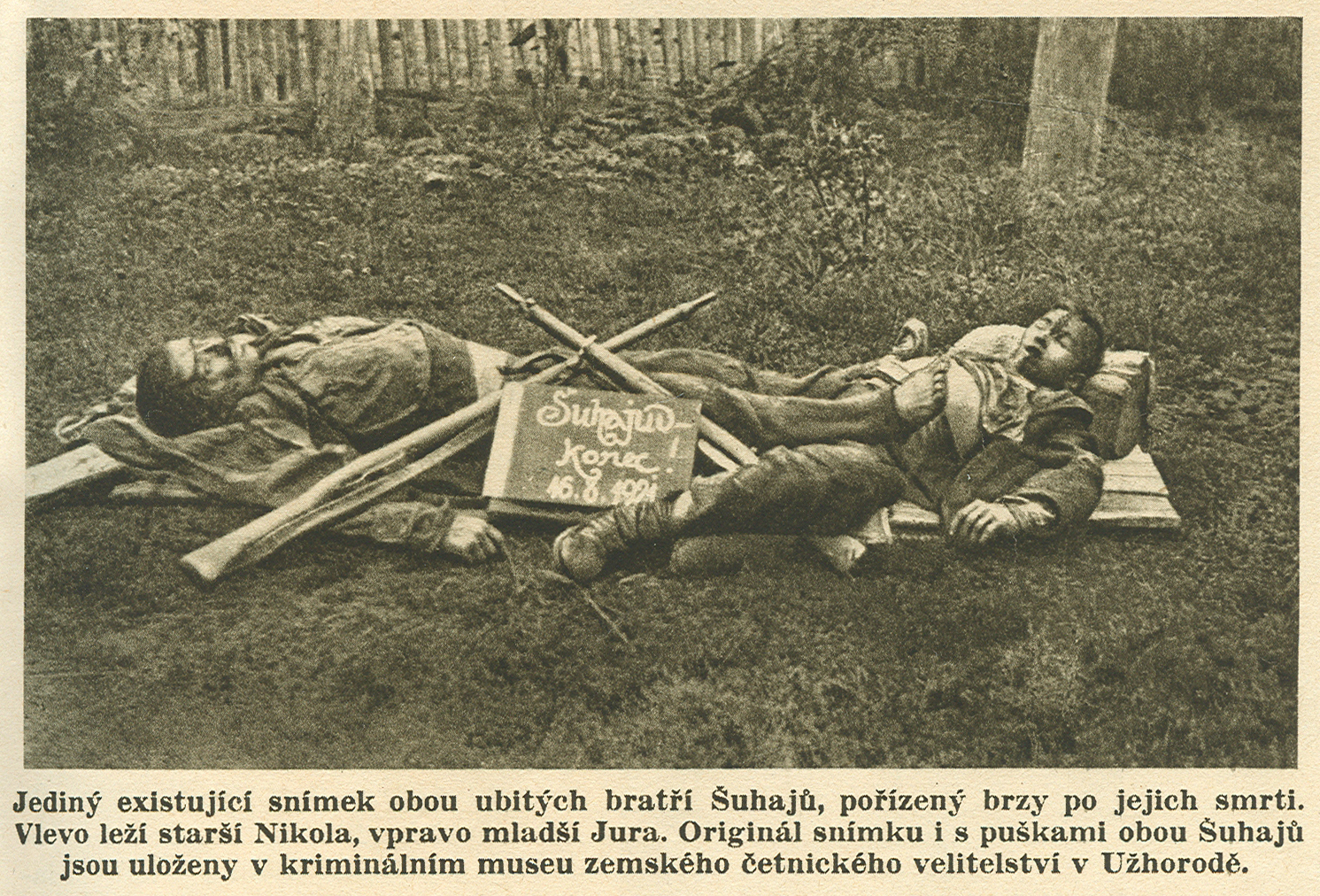
Bratři Šuhajové
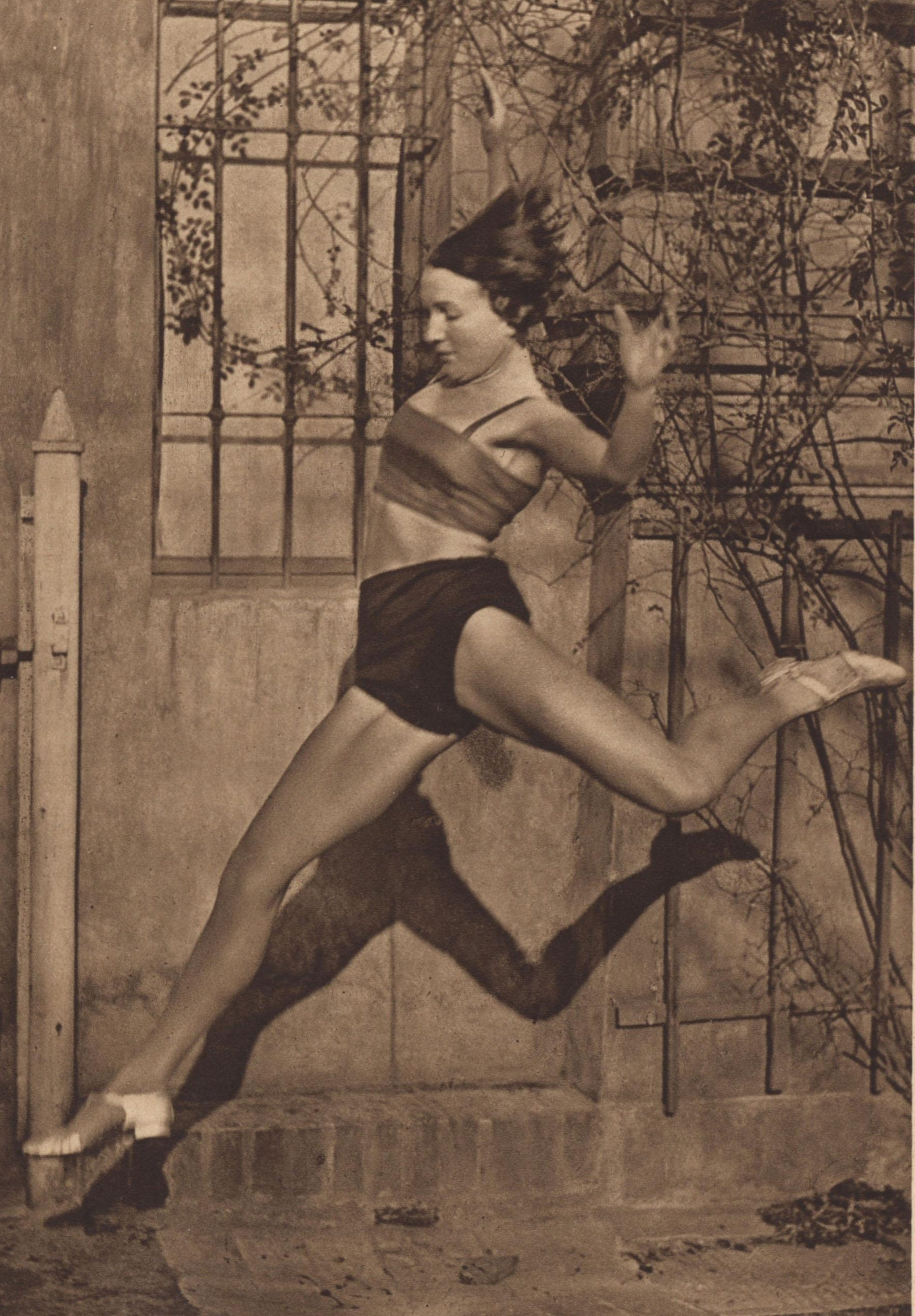
Milča Mayerová, 1926
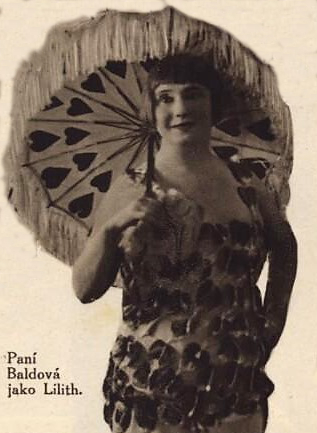
Zdeňka Baldová, 1927
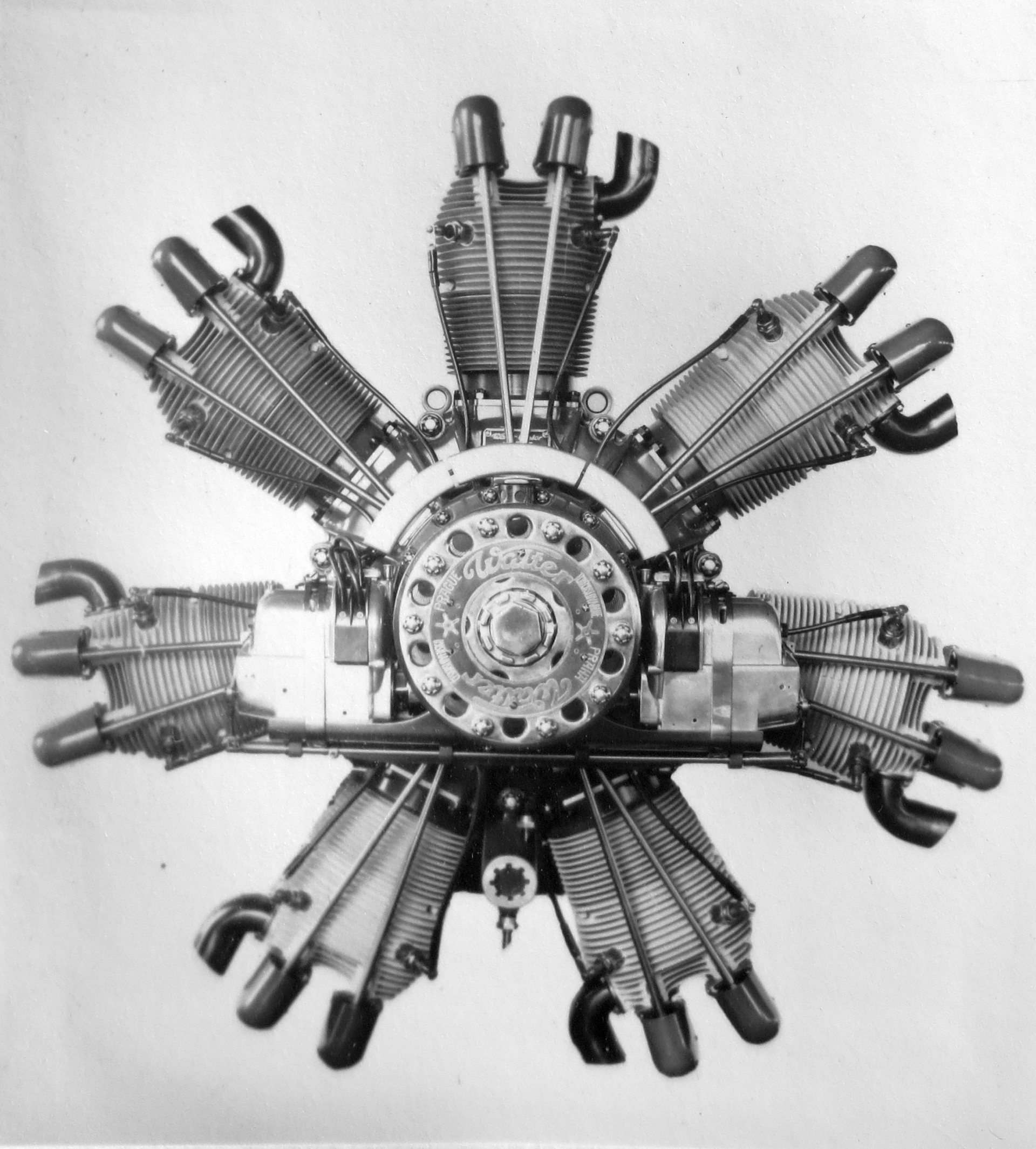
Walter Castor, 1928, sedmiválcový letecký motor
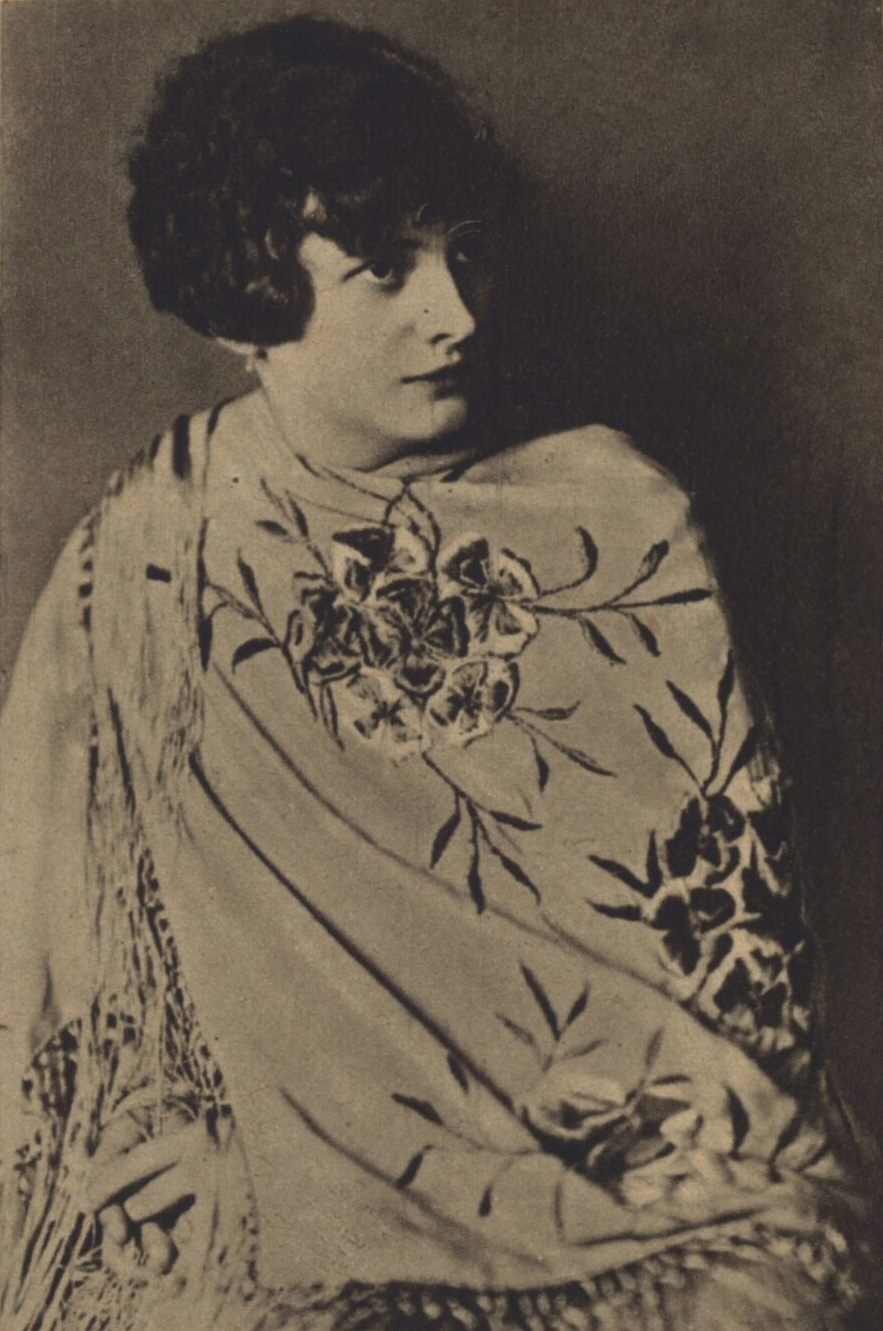
Věra Řepková
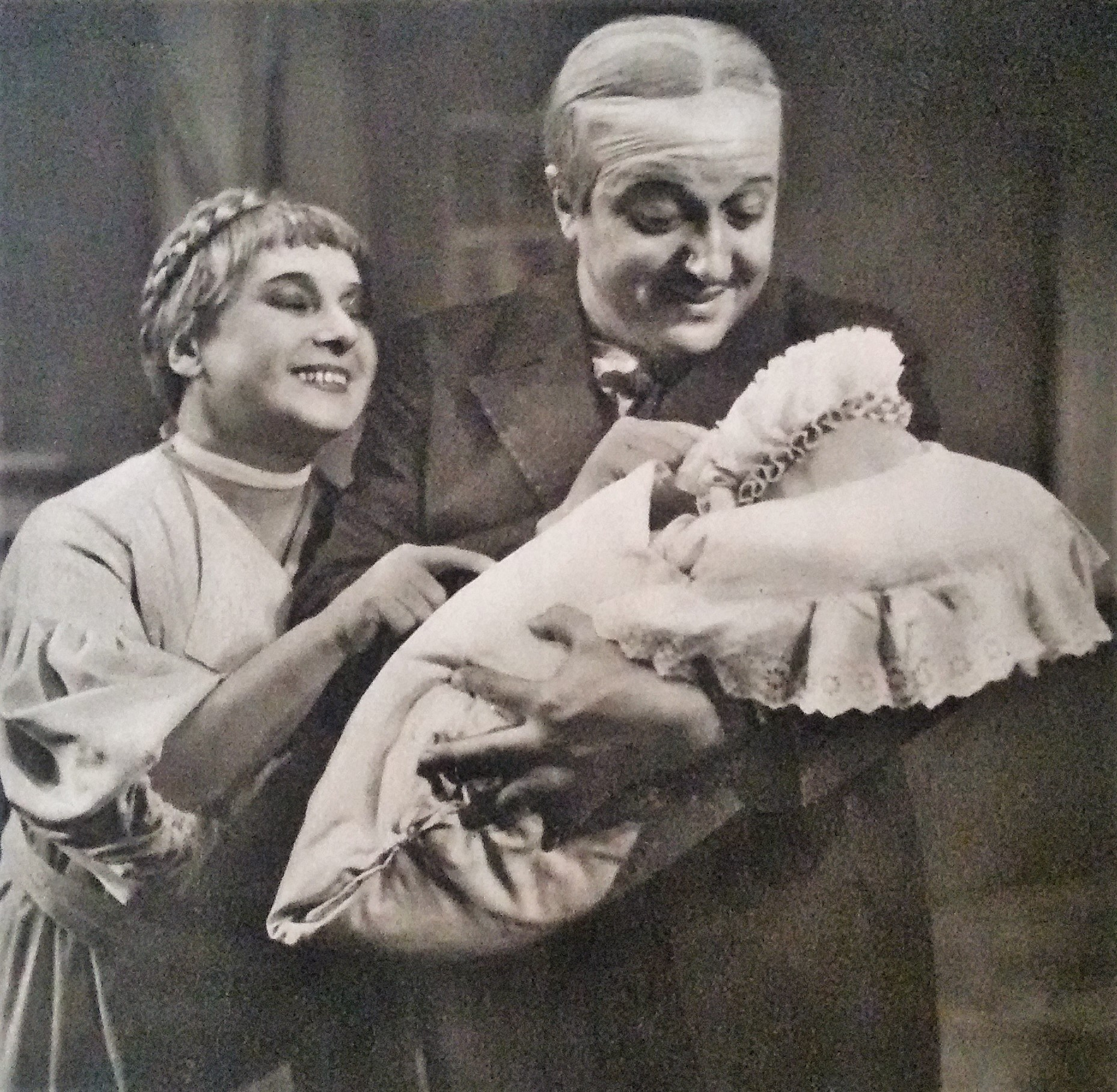
Zdeňka Baldová a Hugo Haas
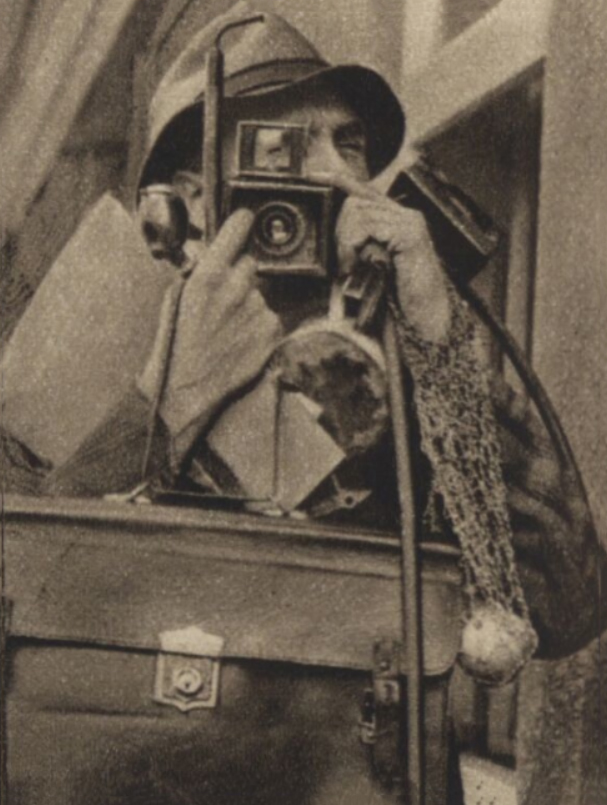
Přemysl Koblic s miniaturním fotoaparátem 1943
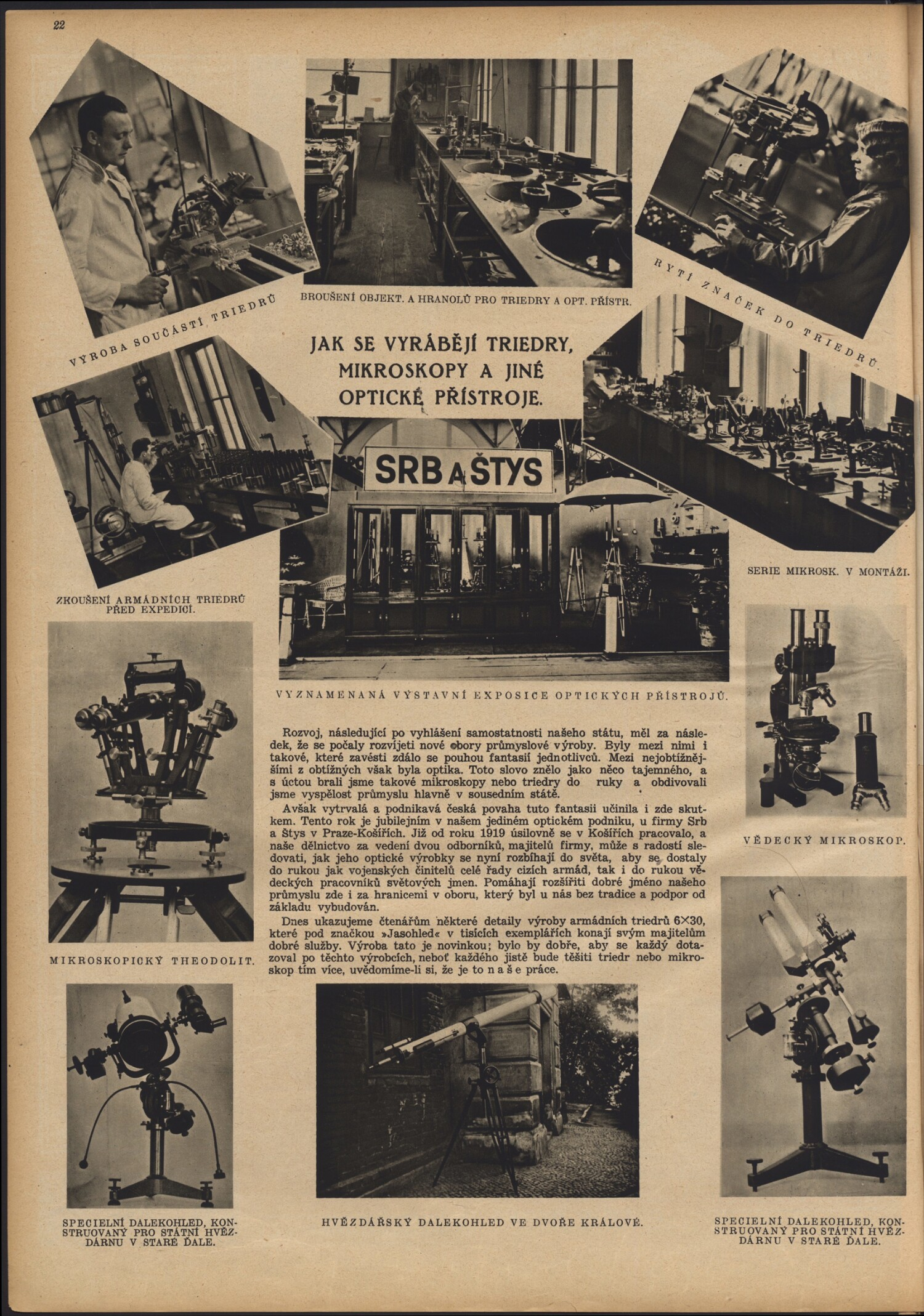
Srb a Štys, výrobce přesných mechanických a optických přístrojů

Reklama pro společnost Tatra:

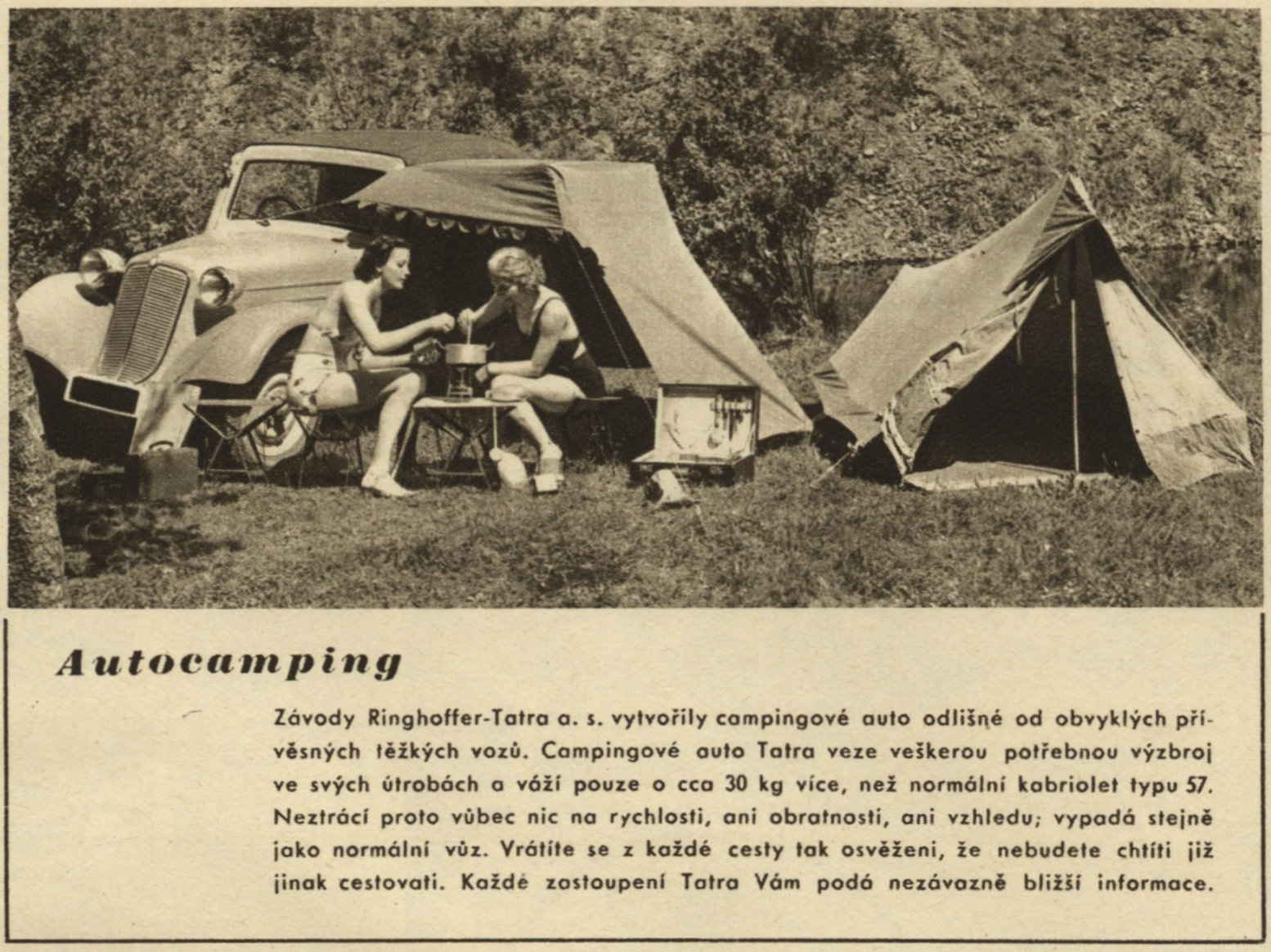
1937
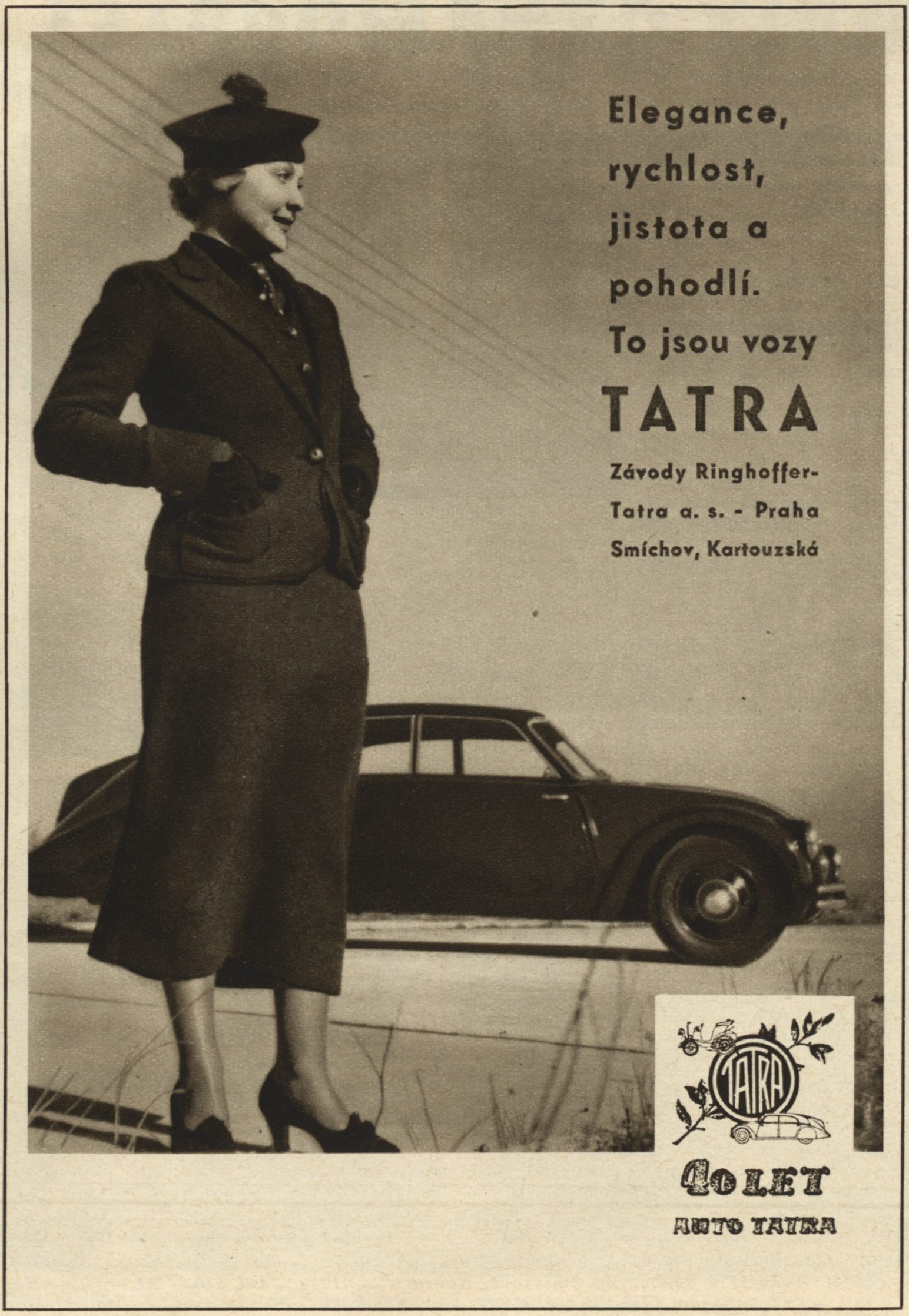
1937
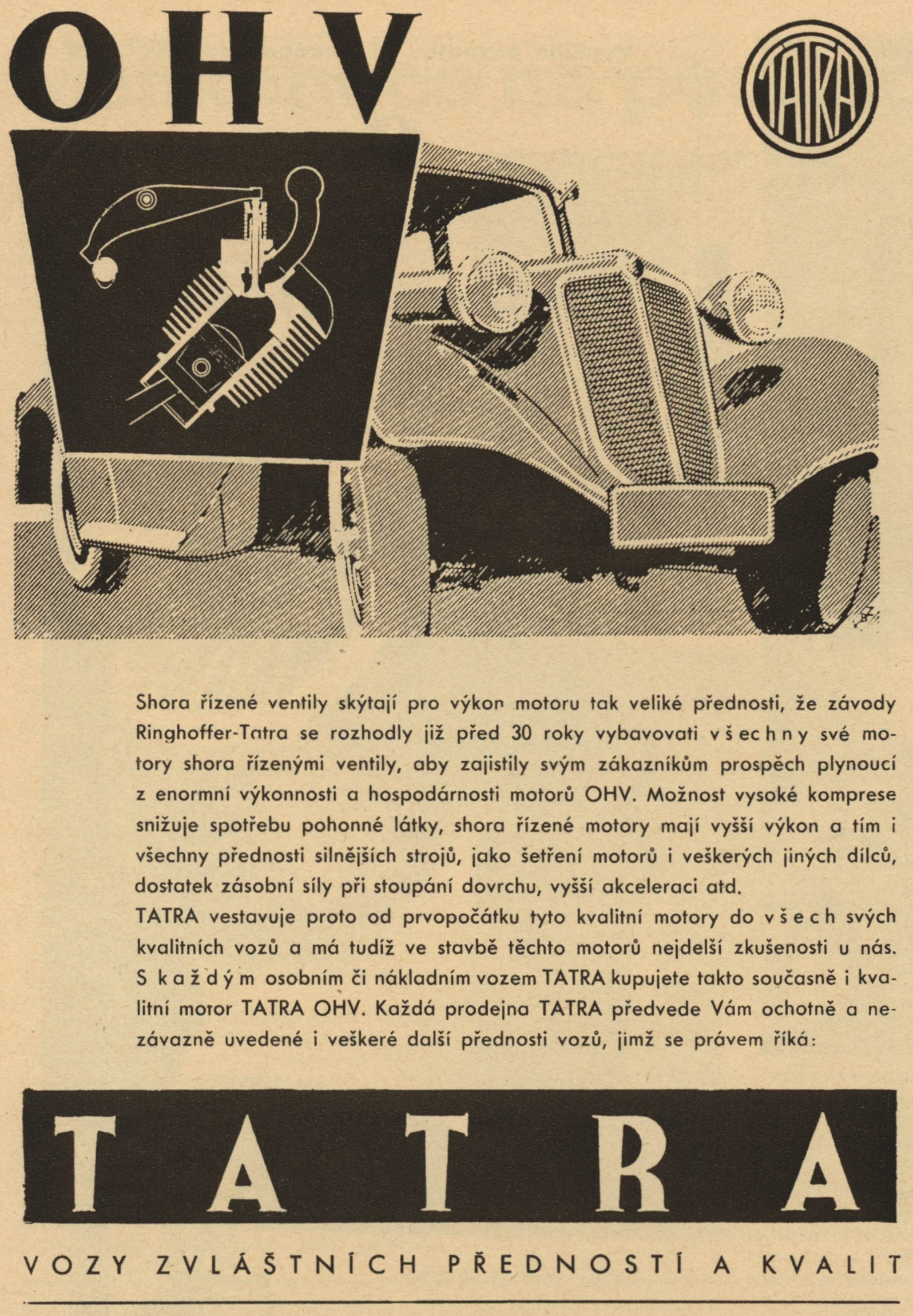
1938
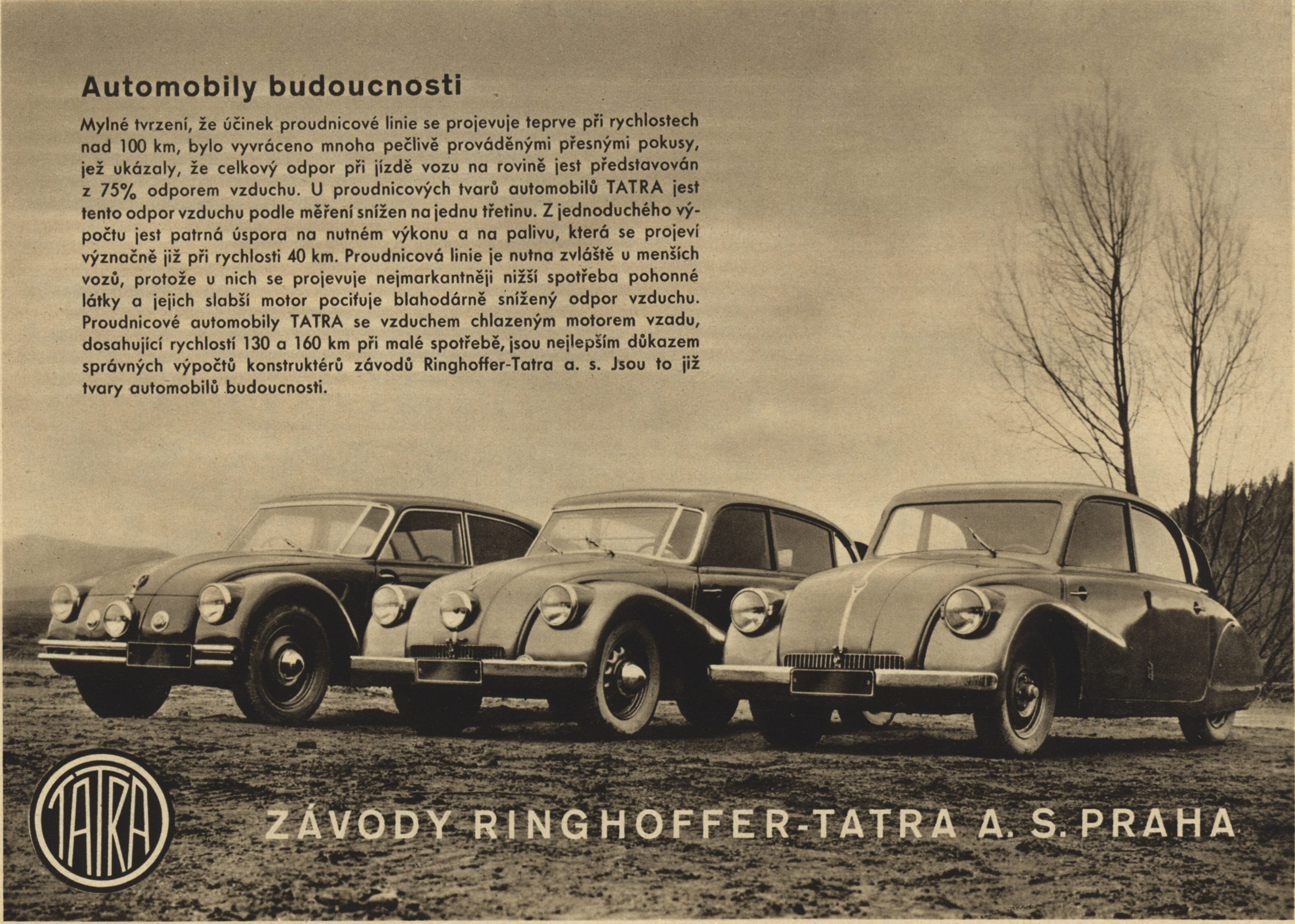
1938

Reklama pro obchodní dům Brouk a Babka:

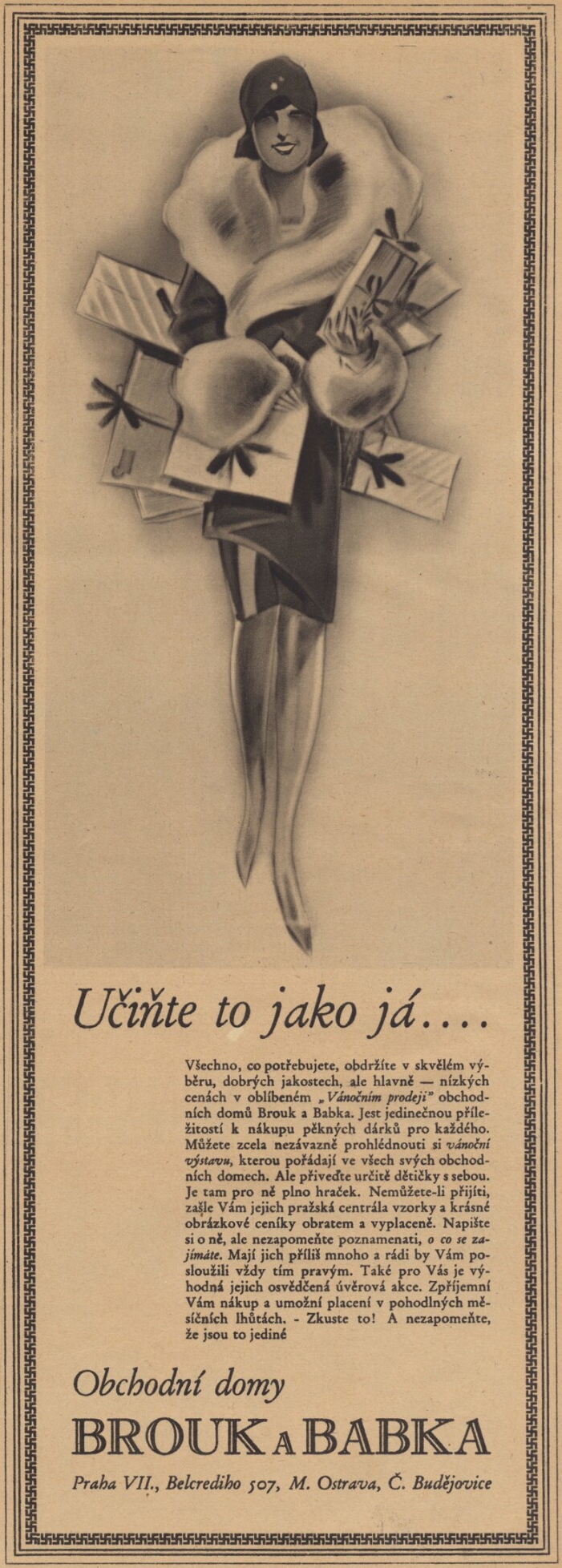
Brouk a Babka, 21. prosince 1929
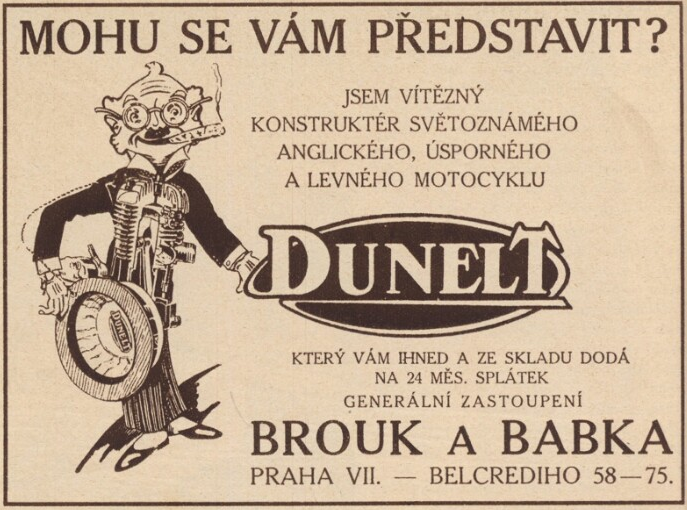
Brouk a Babka, 20. dubna 1927